# Malemort
Pour les articles homonymes, voir Malemort (homonymie).
Malemort est, depuis le 1er janvier 2016, une commune nouvelle française située dans la Corrèze en région Nouvelle-Aquitaine.
Elle est issue du regroupement des deux communes de Malemort-sur-Corrèze et Venarsal qui prennent le statut de commune déléguée.

## Géographie
Les informations relatives à la géographie de cette commune sont le regroupement des informations données dans les articles des communes fusionnées. Voir les sections "Géographie" des anciennes communes de Malemort-sur-Corrèze et Venarsal.
Les communes limitrophes sont  Brive-la-Gaillarde, Cosnac, Dampniat, Saint-Hilaire-Peyroux, Sainte-Féréole, Ussac et Venarsal.
|                    | Sainte-Féréole |                       |
| Brive-la-Gaillarde | Malemort       | Saint-Hilaire-Peyroux |
|                    | Cosnac         | Dampniat              |

### Hydrographie
La commune, limitrophe de Brive-la-Gaillarde, est traversée par la Corrèze qui y reçoit deux de ses affluents, la Loyre en rive gauche et la Couze en rive droite.

### Voies de communication et transports

#### Transport routier
- Réseau Réseau interurbain de la Corrèze

### Climat
Pour des articles plus généraux, voir Climat de la Nouvelle-Aquitaine et Climat de la Corrèze.
Historiquement, la commune est dans une zone de transition entre les climats océaniques aquitain et montagnard.  
En 2020, Météo-France publie une typologie des climats de la France métropolitaine dans laquelle la commune est dans une zone de transition entre le climat océanique altéré et le climat de montagne et est dans la région climatique  Ouest et nord-ouest du Massif Central, caractérisée par une pluviométrie annuelle de 900 à 1 500 mm, maximale en automne et en hiver.
Pour la période 1971-2000, la température annuelle moyenne est de 12,7 °C, avec  une amplitude thermique annuelle de 15,5 °C. Le cumul annuel moyen de précipitations est de 1 031 mm, avec 11,2 jours de précipitations en janvier et 7,4 jours en juillet. Pour la période 1991-2020, la température moyenne annuelle observée sur la station météorologique la plus proche, située sur la commune de Brive-la-Gaillarde à 3 km à vol d'oiseau, est de 12,9 °C et le cumul annuel moyen de précipitations est de 903,9 mm,. Pour l'avenir, les paramètres climatiques de la commune estimés pour 2050 selon différents scénarios d’émission de gaz à effet de serre sont consultables sur un site dédié publié par Météo-France en novembre 2022.

## Urbanisme

### Typologie
Au 1er janvier 2024, Malemort est catégorisée ceinture urbaine, selon la nouvelle grille communale de densité à 7 niveaux définie par l'Insee en 2022.
Elle appartient à l'unité urbaine de Brive-la-Gaillarde, une agglomération inter-départementale dont elle est une commune de la banlieue,. Par ailleurs la commune fait partie de l'aire d'attraction de Brive-la-Gaillarde, dont elle est une commune de la couronne,. Cette aire, qui regroupe 80 communes, est catégorisée dans les aires de 50 000 à moins de 200 000 habitants,.

### Risques majeurs
Le territoire de la commune de Malemort est vulnérable à différents aléas naturels : météorologiques (tempête, orage, neige, grand froid, canicule ou sécheresse), inondations, feux de forêts, mouvements de terrains et séisme (sismicité très faible). Il est également exposé à un risque technologique,  le transport de matières dangereuses, et à un risque particulier : le risque de radon. Un site publié par le BRGM permet d'évaluer simplement et rapidement les risques d'un bien localisé soit par son adresse soit par le numéro de sa parcelle.

#### Risques naturels

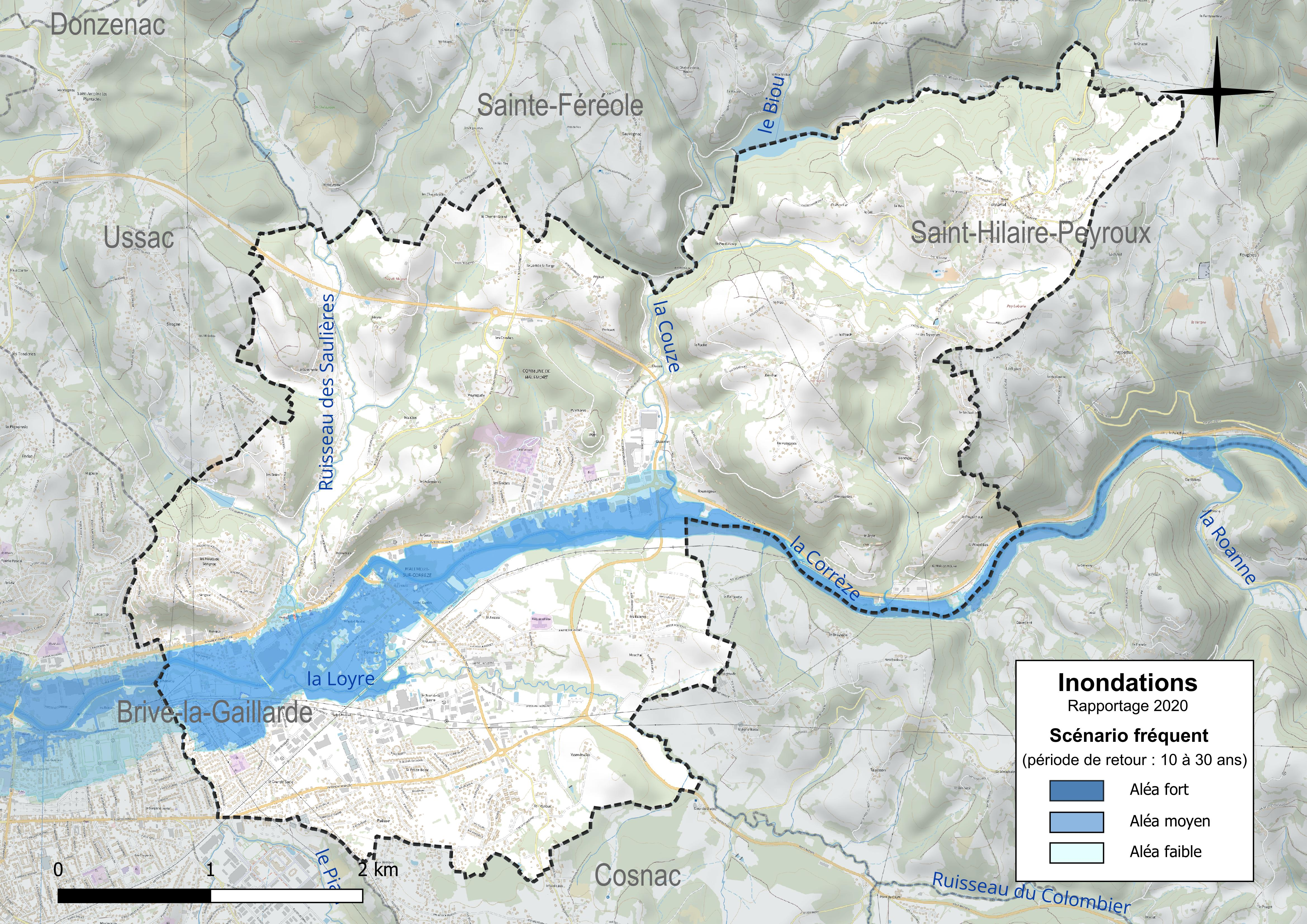
Carte de la zone inondable de la commune définie pour le scénario fréquent, dans le territoire à risque important d’inondation (TRI) Tulle-Brive.

La commune fait partie du territoire à risques importants d'inondation (TRI) de Tulle-Brive, regroupant 20 communes concernées par un risque de débordement de la Corrèze et de la Vézère (17 dans la Corrèze et trois dans la Dordogne), un des 18 TRI qui ont été arrêtés le 11 janvier 2013 sur le bassin Adour-Garonne. Des cartes des surfaces inondables ont été établies pour trois scénarios : fréquent (crue de temps de retour de 10 ans à 30 ans), moyen (temps de retour de 100 ans à 300 ans) et extrême (temps de retour de l'ordre de 1 000 ans, qui met en défaut tout système de protection). La commune a été reconnue en état de catastrophe naturelle au titre des dommages causés par les inondations et coulées de boue survenues en 1982, 1983, 1993, 1999 et 2001,. Le risque inondation est pris en compte dans l'aménagement du territoire de la commune par le biais du plan de prévention des risques (PPR) inondation « Corrèze et affluents du bassin de Brive-la-Gaillarde », approuvé le 29 janvier 2019. 

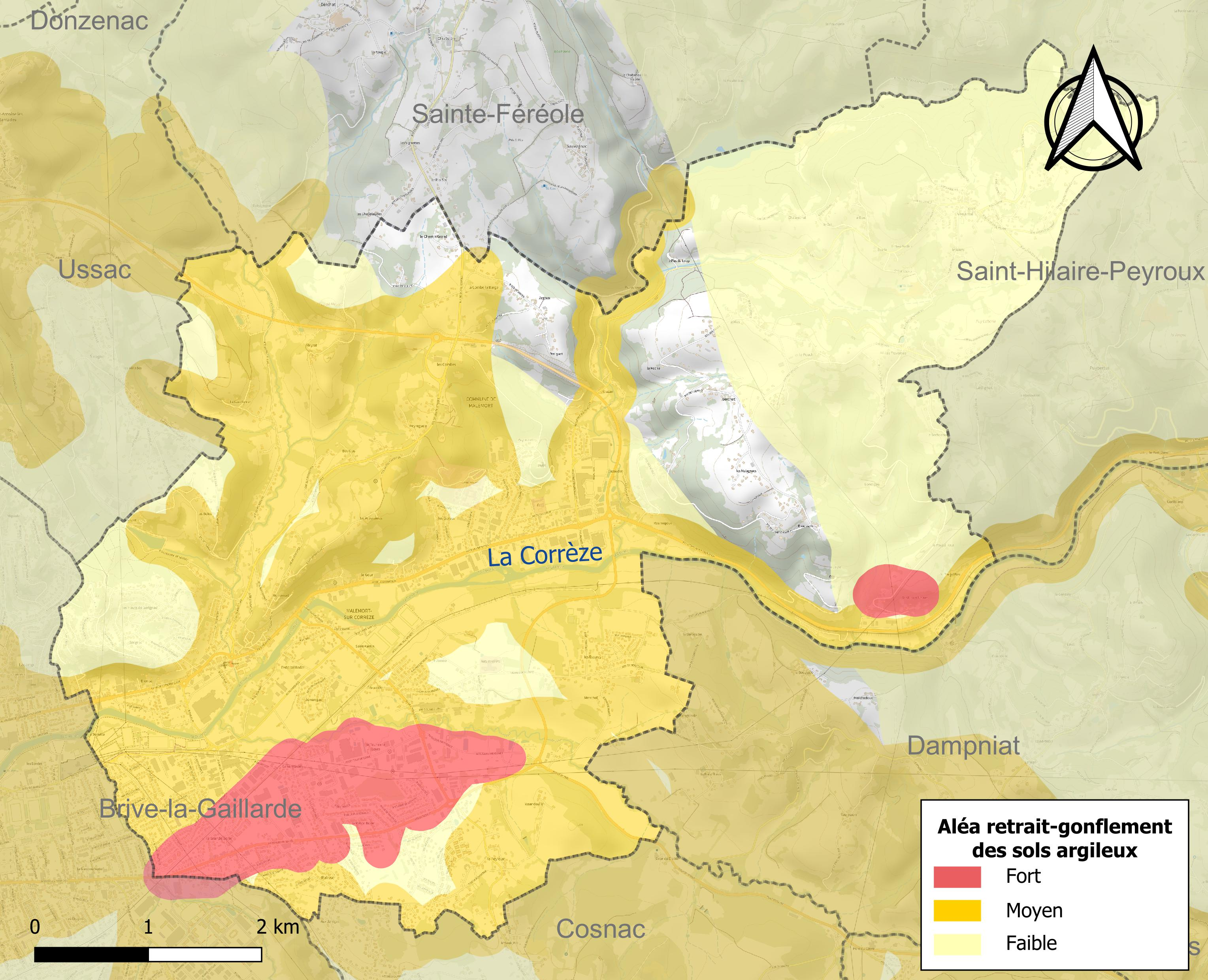
Carte des zones d'aléa retrait-gonflement des sols argileux de Malemort.

La commune est vulnérable au risque de mouvements de terrains constitué principalement du retrait-gonflement des sols argileux. Cet aléa est susceptible d'engendrer des dommages importants aux bâtiments en cas d’alternance de périodes de sécheresse et de pluie. 56,2 % de la superficie communale est en aléa moyen ou fort (26,8 % au niveau départemental et 48,5 % au niveau national). Sur les 3 394 bâtiments dénombrés sur la commune en 2019,  2 393 sont en aléa moyen ou fort, soit 71 %, à comparer aux 36 % au niveau départemental et 54 % au niveau national. Une cartographie de l'exposition du territoire national au retrait gonflement des sols argileux est disponible sur le site du BRGM,.
Concernant les feux de forêt, aucun plan de prévention des risques incendie de forêt (PPRIF) n’a été établi en Corrèze, néanmoins le code de l’urbanisme impose la prise en compte des risques dans les documents d’urbanisme. Le périmètre des servitudes d'utilité publique et des zones d'obligation légale de débroussaillement pour les particuliers est quant à lui défini pour la commune dans une carte dédiée. 
Concernant les mouvements de terrains, la commune a été reconnue en état de catastrophe naturelle au titre des dommages causés par la sécheresse en 2018 et 2019 et par des mouvements de terrain en 1999 et 2019.

#### Risques technologiques
Le risque de transport de matières dangereuses sur la commune est lié à sa traversée par une canalisation de transport d'hydrocarbures. Un accident se produisant sur une telle infrastructure est susceptible d’avoir des effets graves sur les biens, les personnes ou l'environnement, selon la nature du matériau transporté. Des dispositions d’urbanisme peuvent être préconisées en conséquence. 
La commune est en outre située en aval du barrage de la Couze, un ouvrage de classe A .

#### Risque particulier
Dans plusieurs parties du territoire national, le radon, accumulé dans certains logements ou autres locaux, peut constituer une source significative d’exposition de la population aux rayonnements ionisants. Certaines communes du département sont concernées par le risque radon à un niveau plus ou moins élevé. Selon la classification de 2018, la commune de Malemort est classée en zone 3, à savoir zone à potentiel radon significatif. 

## Histoire
Les informations relatives à l'histoire de cette commune sont le regroupement des informations données dans les articles des communes fusionnées. Voir les sections "Histoire" des anciennes communes de Malemort-sur-Corrèze et Venarsal.
La création de la nouvelle commune est effective le 1er janvier 2016, entraînant la transformation des deux anciennes communes en « communes déléguées » dont la création a été entériné par l'arrêté du 14 novembre 2015.

## Politique et administration
| Nom                          | Code Insee | Intercommunalité      | Superficie (km2) | Population (dernière pop. légale) | Densité (hab./km2) |
| ---------------------------- | ---------- | --------------------- | ---------------- | --------------------------------- | ------------------ |
| Malemort-sur-Corrèze (siège) | 19123      | CA du Bassin de Brive | 16,51            | 7 522 (2013)                      | 456                |
| Venarsal                     | 19282      | CA du Bassin de Brive | 3,14             | 514 (2013)                        | 164                |

| Période        | Période      | Identité           | Étiquette   | Qualité                                                                               |
| -------------- | ------------ | ------------------ | ----------- | ------------------------------------------------------------------------------------- |
| 6 janvier 2016 | 22 août 2017 | Frédérique Meunier | UDI puis LR | Élue députée de la deuxième circonscription de la Corrèze (depuis 2017)               |
| 22 août 2017   | 23 mai 2020  | Jean-Paul Avril    | UDI         | Ancien médecin anesthésiste-réanimateur                                               |
| 23 mai 2020    | En cours     | Laurent Darthou    | UDI         | Délégué départemental de l'UDI Conseiller départemental du canton de Malemort (2021-) |

## Population et société

### Démographie
L'évolution du nombre d'habitants est connue à travers les recensements de la population effectués dans la commune depuis sa création.

En 2022, la commune comptait 7 995 habitants, en évolution de −0,21 % par rapport à 2016 (Corrèze : −0,59 %, France hors Mayotte : +2,11 %).
| 2014  | 2019  | 2022  |
| ----- | ----- | ----- |
| 7 984 | 7 984 | 7 995 |

### Sports
L'Entente vigilante Malemort Brive olympique (EVMBO) est un club de rugby à XV évoluant en Fédérale 2 au stade Raymond-Faucher.

## Économie
Selon le site Internet de la mairie, Malemort compte plus de 370 entreprises et 3 100 emplois.

## Culture locale et patrimoine

### Lieux et monuments
Les informations relatives au patrimoine de cette commune sont le regroupement des informations données dans les articles des communes fusionnées.  Voir les sections "Culture et patrimoine" des anciennes communes de Malemort-sur-Corrèze et Venarsal.

### Personnalités liées à la commune
- Henri Stouff (1944-), chef d'entreprises français, né à Malemort-sur-Corrèze ;
- Frédérique Meunier (1960-), députée de la Corrèze depuis 2017, ancienne maire de Malemort.